# Job (Puèi Domat)
Job és un municipi francès situat al departament del Puèi Domat i a la regió d'Alvèrnia-Roine-Alps. L'any 2007 tenia 1.064 habitants.

## Demografia

### Població
El 2007 la població de fet de Job era de 1.064 persones. Hi havia 431 famílies de les quals 119 eren unipersonals (36 homes vivint sols i 83 dones vivint soles), 146 parelles sense fills, 138 parelles amb fills i 28 famílies monoparentals amb fills.
La població ha evolucionat segons el següent gràfic:
Habitants censats

### Habitatges
El 2007 hi havia 719 habitatges, 428 eren l'habitatge principal de la família, 186 eren segones residències i 105 estaven desocupats. 681 eren cases i 35 eren apartaments. Dels 428 habitatges principals, 360 estaven ocupats pels seus propietaris, 57 estaven llogats i ocupats pels llogaters i 11 estaven cedits a títol gratuït; 1 tenia una cambra, 19 en tenien dues, 58 en tenien tres, 131 en tenien quatre i 218 en tenien cinc o més. 339 habitatges disposaven pel capbaix d'una plaça de pàrquing. A 142 habitatges hi havia un automòbil i a 236 n'hi havia dos o més.

### Piràmide de població
La piràmide de població per edats i sexe el 2009 era:
| Homes | Edats   | Dones |
| ----- | ------- | ----- |
| 0     | 95 o +  | 0     |
| 4     | 90 a 94 | 8     |
| 8     | 85 a 89 | 28    |
| 4     | 80 a 84 | 8     |
| 28    | 75 a 79 | 20    |
| 24    | 70 a 74 | 32    |
| 28    | 65 a 69 | 44    |
| 40    | 60 a 64 | 32    |
| 44    | 55 a 59 | 28    |
| 8     | 50 a 54 | 24    |
| 40    | 45 a 49 | 36    |
| 28    | 40 a 44 | 20    |
| 52    | 35 a 39 | 56    |
| 48    | 30 a 34 | 40    |
| 20    | 25 a 29 | 32    |
| 12    | 20 a 24 | 20    |
| 28    | 15 a 19 | 36    |
| 28    | 10 a 14 | 28    |
| 52    | 5 a 9   | 28    |
| 28    | 0 a 4   | 24    |

## Economia
El 2007 la població en edat de treballar era de 631 persones, 471 eren actives i 160 eren inactives. De les 471 persones actives 444 estaven ocupades (234 homes i 210 dones) i 28 estaven aturades (11 homes i 17 dones). De les 160 persones inactives 83 estaven jubilades, 39 estaven estudiant i 38 estaven classificades com a «altres inactius».

### Ingressos
El 2009 a Job hi havia 432 unitats fiscals que integraven 1.033,5 persones, la mediana anual d'ingressos fiscals per persona era de 17.312 €.

### Activitats econòmiques
Dels 30 establiments que hi havia el 2007, 1 era d'una empresa alimentària, 1 d'una empresa de fabricació d'altres productes industrials, 11 d'empreses de construcció, 8 d'empreses de comerç i reparació d'automòbils, 3 d'empreses de transport, 2 d'empreses d'hostatgeria i restauració, 1 d'una empresa immobiliària, 2 d'entitats de l'administració pública i 1 d'una empresa classificada com a «altres activitats de serveis».
Dels 14 establiments de servei als particulars que hi havia el 2009, 1 era una oficina de correu, 1 paleta, 2 guixaires pintors, 2 fusteries, 1 lampisteria, 4 electricistes, 1 perruqueria i 2 restaurants.
Dels 3 establiments comercials que hi havia el 2009, 1 era una botiga de menys de 120 m², 1 una fleca i 1 una carnisseria.
L'any 2000 a Job hi havia 37 explotacions agrícoles que ocupaven un total de 693 hectàrees.

## Equipaments sanitaris i escolars
El 2009 hi havia una escola elemental.

## Poblacions més properes
El següent diagrama mostra les poblacions més properes.